# Antonio Gaetano Pampani
Antonio Gaetano Pampani, také Pampino nebo Pampini (kolem roku 1705? Modena – 1775 Urbino) byl italský hudební skladatel.

## Život
První doložená informace o životě Antonia Gaetana Pampaniho pochází z 18. července 1729, kdy byl jmenován kapelníkem katedrály ve Fanu. Od roku 1730 působil také v divadle Teatro del Sole v sousedním Pesaru a v roce 1734 se tam stal ředitelem opery. V roce 1735 a v roce 1737 uvedl své dvě opery v Benátkách. V roce 1746 se stal členem prestižní společnosti Accademia Filarmonica v Bologni. Stal se velmi oblíbeným skladatelem oper žánru opera seria a s úspěchem uváděl své opery v Benátkách, Římě, Miláně a Turíně.
Od roku 1747 až do šedesátých let učil jako "maestro di coro" v jedné ze čtyř velkých benátských hudebních škol, v Ospedale dei Poveri Derelitti. V té době se věnoval komponování oratorií a chrámové hudby. V prosinci 1767 byl jmenován kapelníkem v katedrále v Urbinu. V Urbinu také v prosinci roku 1775 zemřel.

## Dílo

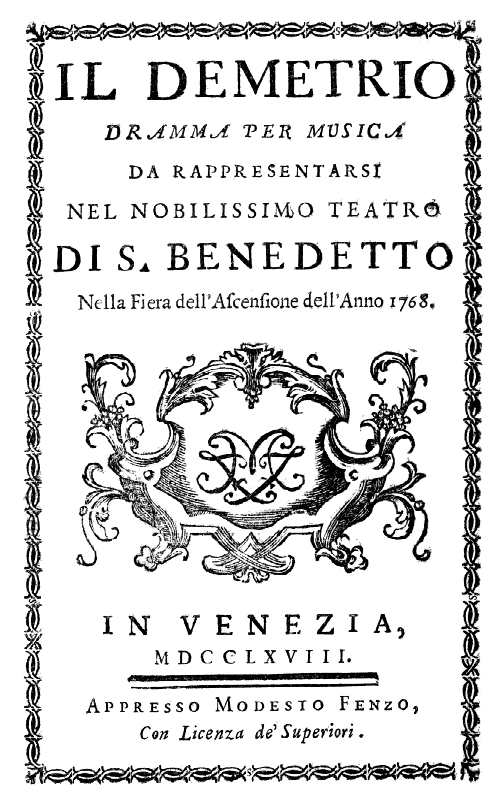
Titulní list libreta opery Demetrio

### Opery
- Delbo mal maritato (intermezzo, 1730, Pesaro)
- L'Anagilda (opera seria, libreto A. Zaniboni, 1735, Benátky)
- Sedecia (opera seria, 1736, Ascoli)
- Artaserse Longimano (opera seria, libreto Pietro Metastasio, 1737, Benátky)
- Siroe (pasticcio, libreto Pietro Metastasio, 1737, Benátky)
- Semiramide riconosciuta (opera seria, 1741, Fermo)
- La caduta d'Amulio (opera seria, libreto C. Gandini, 1746, Benátky)
- La clemenza di Tito (opera seria, libreto Pietro Metastasio, 1748, Benátky)
- Adriano in Siria (opera seria, libreto Pietro Metastasio, 1750, Milán)
- Artaserse (opera seria, libreto Pietro Metastasio, 1750, Benátky)
- Venceslao (opera seria, libreto Apostolo Zeno, 1752, Benátky)
- Andromaca (opera seria, libreto Antonio Salvi, 1753, Řím)
- Madama Dulcinea, o Tiberio cuoco del maestro di bosco (intermezzo, 1753, Pesaro)
- Eurione (opera seria, libreto A. Papi, 1754, Řím)
- Astianatte (opera seria, libreto Antonio Salvi, 1755, Benátky)
- Antigono (opera seria, libreto Pietro Metastasio, 1757, Teatro Regio di Torino)
- Demofoonte (opera seria, libreto Pietro Metastasio, 1757, Řím)
- L'Olimpiade (opera seria, libreto Pietro Metastasio, 1766, Benátky; spolupráce Pietro Alessandro Guglielmi a Francesco Brusa)
- Il Demetrio (opera seria, libreto Pietro Metastasio, 1768, Benátky)

### Oratoria
- San Maurizio e compagni martiri (1738, Perugia)
- Assalonne (1739, Fermo)
- L'obbedienza di Gionata (1739)
- Ester (1740, Mandola)
- Il Giefte (1746, Fermo)
- La vocazione di San Francesco d'Assisi (1749, Gubbio)
- L'innocenza rispettata (1749, Benátky)
- Messiae praeconium carmine complexum (1754, Benátky)
- Sofonea id est Joseph pro Rex Aegypti (1755, Benátky)
- Triumphus Judith (1757, Benátky)
- La morte di Abele (libreto Pietro Metastasio, 1758, Benátky)
- Prophetiae evangelicae ac mors Isaiae (1760, Benátky)
- Pro solemni die BMV (1764, Benátky)
- Amor divino e Urbana (1768, Urbino)

### Jiné skladby
- Amor divina e urbana (kantáta, 1768)
- Messa a piu voci. (1764)
- 2 Magnificat
- 3 koncerty pro cembalo
- Sonáty pro cembalo a varhany (1750)
- Různá moteta a jednotlivé árie